# Игнатьев, Василий Кондратьевич
Василий Кондратьевич Игна́тьев (1944—2005) — российский врач-ревматолог, доктор медицинских наук (1992), профессор (1993), Заслуженный работник здравоохранения Республики Карелия (1994), Почётный работник высшего профессионального образования Российской Федерации (2000), Заслуженный врач Российской Федерации (2003).

## Биография
Выпускник Петрозаводского государственного университета 1970 года.
В 1973—1978 годах — заведующий терапевтического отделения Республиканской больницы в Петрозаводске, кандидат медицинских наук (1977).
С 1978 года — сотрудник кафедры госпитальной терапии Петрозаводского государственного университета, с 1992 года — заведующий кафедрой.
Создатель научной школы: Ревматология, изучение патогенеза, клиника ревматических заболеваний. Разработка и внедрение эффективных методов диагностики и лечения наиболее распространенных ревматических заболеваний.
С 1996 года — председатель научного общества терапевтов и ревматологов Республики Карелия. Член правления Ассоциации ревматологов России.

## Научные труды
Является автором двух монографий и более 150 научных статей.
- Ревматоидный артрит. — Петрозаводск, 1997 (в соавторстве)
- Остеоартроз. — Петрозаводск, 2003 (в соавторстве)